# 廖学盛
廖学盛（1936年7月—），男，湖北咸宁人，中华人民共和国世界史学家，中国社会科学院学部委员。

## 生平
1953年入武汉大学历史系学习。1954年考取留苏预备生。1955年至1960年在列宁格勒大学历史系攻读古希腊罗马史,回国后在中国科学院历史研究所世界史组工作。1987年起任中国社会科学院世界历史研究所研究员。1988年至1998年先后任中国社会科学院世界历史研究所副所长、所长。